# Hvarské povstání
Hvarské povstání (chorvatsky Hvarski ustanak, známé též jako Povstání hvarských sedláků, chorvatsky Ustanak hvarskih pučana) bylo povstání sedláků na ostrově Hvar proti šlechtické správě Benátské republiky. Povstání postupně přerostlo ve čtyři roky trvající konflikt, který probíhal v letech 1510–1514.

## Důvody pro povstání
Benátská vláda na ostrově postupně nahrazovala původní samosprávu obcí správou přímou, kterou vykonávali šlechtici vysílaní do jednotlivých obcí. Protože sedláci s touto změnou nesouhlasili, ještě na konci 15. století zformovali vlastní sněmy (tzv. kongregy), které formovaly vlastní požadavky a ty předkládaly jednotlivým šlechticům a jejich sněmům. Návrhy však byly neustále odmítány, což vedlo k nespokojenosti sedláků a postupně i střetům s vrchností. Ta si počínala poměrně krutě a dávala všem místním najevo, že je považuje za občany druhé kategorie. Po určité době následovalo vypuknutí otevřené nenávisti mezi prostým obyvatelstvem a Benátčany dosazenou šlechtou. Poté, co členové šlechtických sněmů odmítli zastoupení sedláků na správě jednotlivých obcí a jejich formální zrovnoprávnění, došlo k vypuknutí násilí.
Ve snaze upevnit svojí moc šlechtici postupně omezovali právo na zastoupení místních občanů. V první polovině 14. století, kdy byl schválen hvarský statut, tvořili Velkou Radu Hvaru pouze šlechtici, od roku 1334 do ní mohli vstoupit pouze ti, jejichž otcové nebo dědové byli rovněž členy Velké Rady. Velká Rada se následně prohlásila za boží misii a vykonávala právo na území města. Rovněž přijala opatření, ve kterém chtěla trestat chudobu, primitivnost a zaostalé chování lidí tak, aby mohla postihovat a zastrašovat především sedláky.

## Průběh povstání
Záminkou pro vypuknutí povstání byly případy znásilňování sedláckých žen ze strany místní šlechty. Násilnosti se velmi rychle rozšířily po celém ostrově Hvaru. Do čela povstání se dostal sedlák Matija Ivanić, které organizoval útoky na šlechtice, některé nechal zabít a spálit jejich domy. Velkou část z nich nechal uvěznit. Postupně nashromáždil armádu 2000 lidí a třiceti lodí, které měly zamezit útěkům šlechticů z ostrova. Poté, co se ujal vlády, zaslal dopis do Benátek, kde požadoval svolání Hlavního sboru ve městě Hvaru s cílem vytvoření nové správy ostrova, která by nahradila předchozí. Dopis doplňují seznamy případů násilí a zločinů uprchlých šlechticů a požadavek, aby byli potrestání.
Benátská vláda v uvedeném sporu zastávala neutrální stanovisko a pokoušela se obě strany konfliktu smířit. Důvodem pro to byly probíhající konflikty, do kterých byli Benátčané zapojeni a nemohli si proto dovolit nasazovat loďstvo na Jaderském moři. Ve snaze situaci uklidnit proto pozvali Ivaniće na jednání do Benátek se zneklidněnými šlechtici, ten nicméně odmítl. Namísto požadovaného výsledku naopak pozorovali, že povstání začalo získávat značný ohlas na dalších územích dnešní Dalmácie. Benátčané si byli vědomi, že by se nepokoje mohly rozšířit i do dalších měst, a proto vyslali na ostrov Hvar svého zástupce, Giovanniho Navarega. Tomu se podařilo usilovným vyjednáváním situaci uklidnit; již roku 1511 sice boje ustaly, vzbouření sedláci nicméně zůstali ve správě města Hvaru a vyhnaným šlechticům nebyl povolen návrat. Úspěch však byl pouze částečný, protože v závěru téhož roku vypuklo dlouho očekávané povstání v dalších místech Dalmácie.
Benátská vláda již nechtěla nechat nic náhodě a tak se rozhodla jednat za pomocí síly. Vyslala Sebastiana Giustiniana, který měl násilnosti potlačit silou. 69 sedláků bylo vyhnáno, dvacet pověšeno a 38 odsouzeno ke krutým trestům. Giustinian také vypsal odměnu na toho, kdo dopadne Matiju Ivaniće živého nebo mrtvého. Sám Giustinian však problém do značné míry podcenil, protože jeho armádu vzbouření sedláci napadli a u obce Jelsa porazili. Benátská vláda nařídila jeho návrat zpět do Benátek a vyslala námořní výpravu s cílem porazit sedláky jednou provždy. Na podzim 1514 loďstvo připlulo na Hvar; jen ve Starém Gradu se vylodilo 1500 lidí. Trestní výprava zde následně potopila všechny povstalecké lodě, pozavírala jednotlivé vzbouřence, které buď popravila, nebo potrestala krutými fyzickými tresty. Sám Matija Ivanić z ostrova uprchl.